# Genco Gulan
Genco Gulan (Istambul 1969) é um artista conceptual que vive em Istambul.  Estudou Média-Arte e obteve o grau de mestre na New School, em Nova York. Foi premiado pelas empresas BP, EMAF e Lions, e em 2011 foi nomeado para o European Art prize. Os trabalhos de arte de Gulan tem sido apresentados em museus e festivais, incluindo Pera, Museu de Arte Moderna do Rio de Janeiro, Galeria ZKM em Karlsruhe, Triennale di Milão e Museu Pompidou Paris.  Gulan fez exposições individuais em Berlim, Seul e Zagreb. Fez uma mostra das suas fotografias “Pelo Prisma, Não Pela Objectiva”, exposição com curadoria de Dr. Marcus Graf, no âmbito do projecto KaleidoscopEurope, em Évora, Portugal, em 2010. Actualmente, é professor na Turquia na Academia de Mimar Sinan e na Universidade de Bogazici.

## Ligações externas

Genco Gulan @ Evora.

## Livros
- Graf, Marcus. Concepual Colors of Genco Gulan,  Revolver, 2012. ISBN 978-3868952049
- Gulan, Genco. De-constructing the Digital Revolution. LAP, 2009. ISBN 978-3838320472
- Graf, Marcus. Genco Gulan: Kavramsal Renkler, Galata Perform, 2008. ISBN 9789944016001